# شهریارک دم‌سفید
شهریارک دم‌سفید (نام علمی: Symposiachrus leucurus) نام یک گونه از سرده شهریارک‌های رنگ‌پریده است.